# كانون 7 دي
كانون 7 دي (بالإنجليزية: Canon EOS 7D)‏ هي كاميرا احترافية 18 ميجا بيكسل من إنتاج شركة كانون وقد طرحت في السوق في سبتمبر 2009

## التفاصيل
- 18 ميغابيكسل
- فيديو عالي الدقة Full HD 1080p
- شاشة عرض 3.0" Live View LCD
- نطاق حساسية الضوء ISO 100-6400, H:12800
- عدد الصور بالثانية Up to 8 fps shooting
- عدد نقاط التركيز 19-point cross type AF System
- مخرج فيديو عالي الوضوح HDMI Output
- بطاقات الذاكرة الملائمة CompactFlash (CF) cards Memory Slot
- تدعم اللغة العربية Supported Languages: Arabic/English [1]

1. ↑  Canon EOS 7D[وصلة مكسورة] "نسخة مؤرشفة". مؤرشف من الأصل في 2014-05-28. اطلع عليه بتاريخ 2020-09-22.{{استشهاد ويب}}:  صيانة الاستشهاد: BOT: original URL status unknown (link)

ويكيبيديا:ALT